# کانال قوش‌تپه
کانال قوش‌تپه (پشتو: د قوشتېپې کانال‎؛  ازبکی: Qoʻshtepa kanali؛ ازبکی جنوبی: قۉشتېپه کانالی) یکی از بزرگ‌ترین کانال‌های انتقال آب افغانستان و منطقه است که با هدف انتقال آب رودخانه آمودریا ساخته می‌شود. این کانال ۲۸۵ کیلومتر طول، ۱۰۸ متر عرض و ۸.۵ متر عمق دارد، نقطه شروع آن از ولسوالی کلدار در ولایت (استان) بلخ است و آب را تا ولسوالی اندخوی استان فاریاب منتقل می‌کند. این کانال با هدف آبیاری ۵۵۰ هزار هکتار زمین کشاورزی در طول مسیر ساخته می‌شود.
کانال قوش‌تپه، ظرفیت انتقال ۶۵۰ متر مکعب آب بر ثانیه را دارد که بدین‌ترتیب می‌تواند سالانه در حدود ۲۰٫۵ میلیارد متر مکعب آب آمودریا را منتقل نماید.

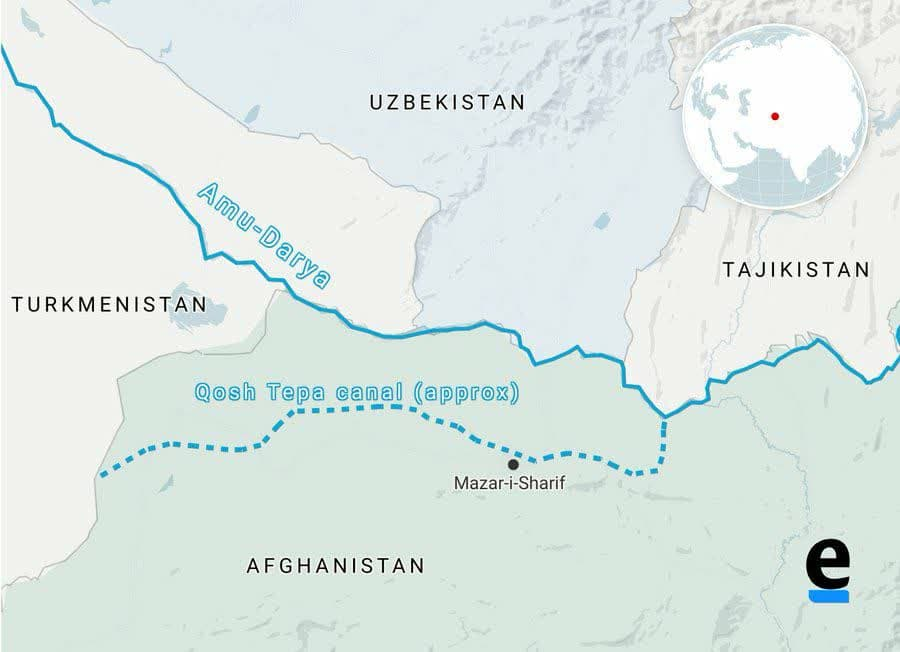
مسیر تقریبی کانال قوش‌تپه

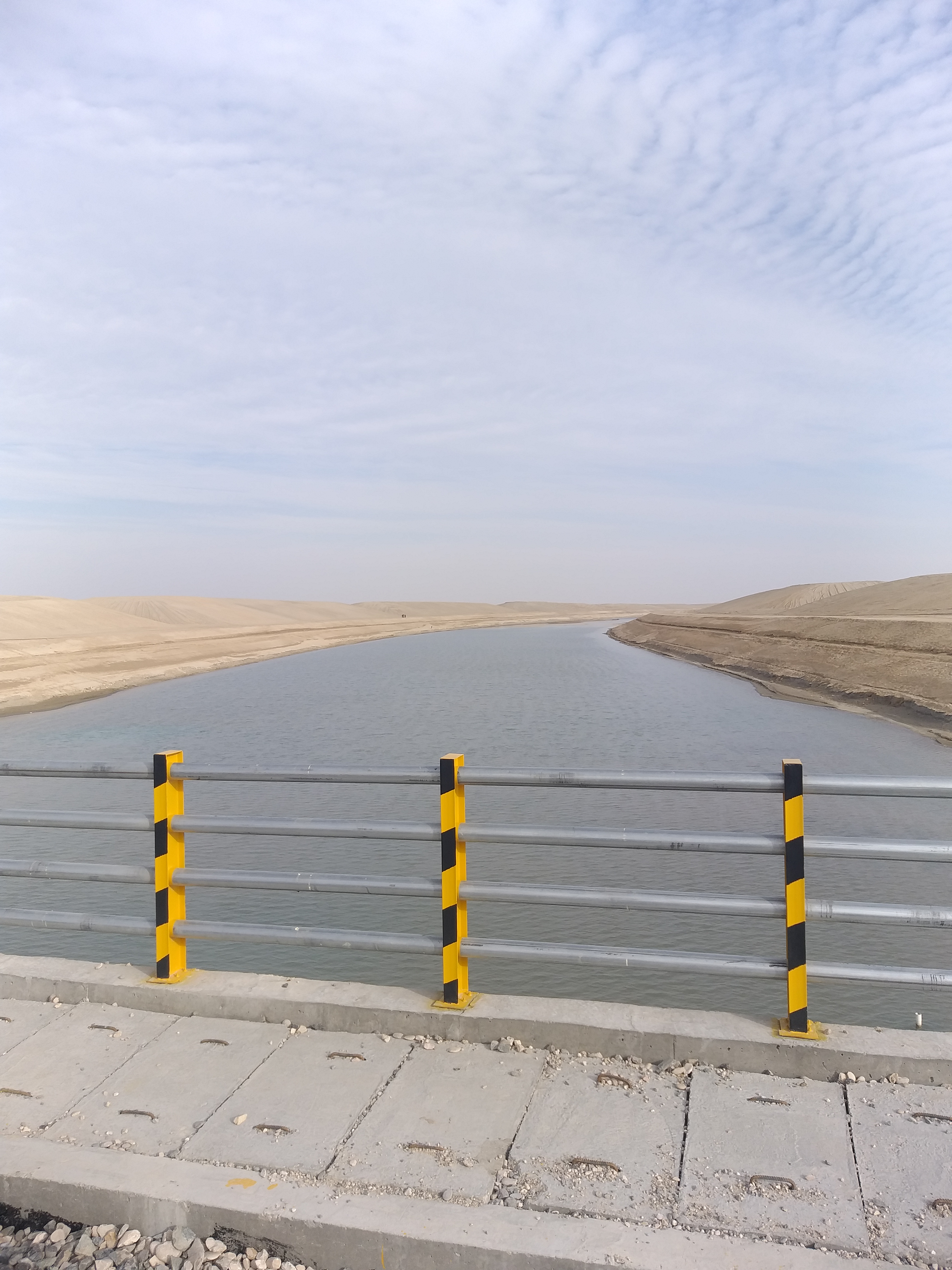
نمایی از فاز اول کانال قوش تپه

در مراسم شروع ساخت، معاون رئیس‌الوزرای افغانستان زمان ساخت این کانال را ۵ سال اعلام کرد.

## تاریخچه
پروژهٔ کانال قوش‌تپه در زمان حاکمیت محمد داوود خان بر افغانستان و بین سال‌های ۱۳۵۲ تا ۱۳۵۷ طراحی شد ولی به دلیل جنگ و بی‌ثباتی عملی نشد تا این‌که در فروردین (حمل) سال ۱۴۰۱ کار ساخت آن شروع شد. در طرح اولیه در زمان محمد داوود خان قرار بوده هر ۴۳ کیلومتر این کانال آبی در یک سال ساخته شود.
در سال ۲۰۱۸ شرکت آمریکایی AECOM طراحی و امکان‌سنجی کانال قوش تپه را نهایی نمود ولی تا پایان سقوط دولت اشرف غنی مقامات دولتی رغبتی برای آغاز احداث کانال بزرگ آبیاری قوش تپه نشان ندادند.
کشورهای آسیای مرکزی در سال ۱۹۹۲ سندی به نام موافقتنامه آلماتی امضاء کردند که تا حدودی به تنظیم مصرف آب در منطقه کمک می‌کند. اگرچه افغانستان، آن توافقنامه را امضاء نکرده است، اما رهبران کشورهای آسیای مرکزی معتقد هستند که افغانستان نیز حق دارد از رودخانه آمودریا برای نیازهای خود استفاده کند. طبق موافقتنامه آلماتی پیش‌بینی شده بود که افغانستان ۱/۲ میلیارد متر مکعب از آب آمودریا استفاده کند اما طالبان قصد دارند تا بیش از ۲۰ میلیارد متر مکعب آب را توسط کانال قوش تپه به مناطق مورد نظرشان منتقل بسازند

## نگرانی‌ها در مورد پروژهٔ دستکاری جمعیتی و انتقال گروه‌های تروریستی بین‌المللی به اطراف کانال قوش تپه
برخی شواهد نشان دهندهٔ برنامه‌ریزی برای انتقال و اسکان ۲ الی ۳ میلیون پشتون دیوبندی از مناطق پختونخوا پاکستان یا مناطق جنوبی افغانستان به اطراف کانال قوش‌تپه در قالب احداث این پروژه و اهدای زمین برای ایجاد مزارع است.
گفته می‌شود گروه‌هایی که منتقل شده‌اند با قانون‌های قبیله‌ای زندگی می‌کردند و نیروی اصلی سازمان‌های تروریستی جهانی مانند القاعده ،لشکر طیبه و شبکه حقانی، لشکر جهنگوی، تحریک طالبان پاکستان و … را تشکیل می‌دادند. به عبارت دیگر، تروریست‌های خارجی بین‌المللی به‌تدریج در شمال افغانستان مستقر خواهند شد تا یک قلمرو مستقل «دولت در دولت» در شمال افغانستان تأسیس یابد.
جابه‌جایی گسترده اقوام پشتون در مناطق شمال افغانستان و توزیع گستردهٔ زمین‌های حاصلخیز آن مناطق به‌عنوان یک سیاست کلان قبیله‌ای، از زمان عبدالرحمن‌خان آغاز شد و در زمان امان‌الله خان وجهه قانونی یافت، و تبدیل به یک نظامنامه دولتی شد که به نام «نظامنامهً ناقلین به سمت قطغن» هم‌اکنون در دسترس است.
برنامه اسکان اقوام پشتون افغانستان در ولایات شمالی افغانستان اکنون به صورت یک پروسه بسیار قدرتمند و به شکل گسترده و آشکار از طرف حکومت طالبان به سرعت در حال عملیاتی شدن است. معمولاً کسانی که با اجبار حاکمان محلی کوچ می‌کنند دیگر توان یا زمینه برگشت مسالمت‌آمیز را ندارند.
کانال قوش‌تپه آب رودخانه آمودریا را به دشت‌های پهناور ولایت‌های شمالی انتقال می‌دهد. دولت طالبان از طریق منابع داخلی و خارجی، این پروژه را با جدیت تمام اجراء می‌کند. جدا از پشتون‌های ساکن افغانستان، طرح انتقال پشتون‌های وزیرستان شمالی و خیبرپختونخوا پاکستان، به ولایت تخار هم‌مرز با کشور تاجیکستان هم در حال انجام است.
هدف دیگر از اجرای این پروژه‌ها تصرف سرزمین‌های مردم بومی تاجیک و ازبک و هزاره‌های ساکن شمال و کوچ دادن اجباری آن‌ها استطالبان افغانستان از یک طرف می‌خواهند هژمونی قومی خود را در مرزهای شمالی افغانستان بیشتر کنند، و از طرف دیگر توانایی ناامن کردن مرزهای کشورهای آسیای مرکزی را به‌دست آورده و در صورت ضرورت می‌توانند از این لانه‌های تروریستی، افراد تندروی جهادی و انتحاری را به کشورهای آسیای مرکزی و تمام منطقه وارد سازند.
اقدامات طالبان در شمال افغانستان زنگ خطر را برای کشورهای همسایهٔ افغانستان و منطقه به صدا درآورده و در درازمدت پروژهٔ بی‌ثبات‌سازی آسیای مرکزی، روسیه، ایران و چین را دنبال می‌کند.

## اهداف و مشخصات

### مشخصات کانال
کانال قوش‌تپه طی ۳ فاز اجرا می‌شود و آب آمودریا را از استان بلخ و بخشداری کلدار، خلم، نهرشاهی و دولت‌آباد در این استان شروع شده و به بخشداری‌های آقچه، مردیان و خواجه دوکوه ولایت جوزجان رسیده و از آنجا تا بخشداری اندخوی در استان فاریاب ادامه می‌یابد. در مسیر این کانال بزرگ آبی چندین آبگردان، سیستم‌های آبیاری و سد کوچک برای تولید برق در نظر گرفته شده که با اجرای آن در یک سال ۹ میلیارد متر مکعب آب ذخیره و ۶۰۰ هزار هکتار زمین دیمی به زمین آبی تبدیل خواهد شد. این پروژه در ۳ مرحله (فاز) اجرا می‌شود.
- مرحله (فاز) اول به طول ۱۰۸ کیلومتر از کناره رود آمودریا در ولسوالی کلدار بلخ آغاز تا بخشداری دولت‌آباد بلخ ادامه دارد.
- مرحلهٔ دوم به طول ۱۷۷ کیلومتر از ولسوالی (بخشداری) دولت‌آباد ولایت بلخ تا ولسوالی اندخوی ولایت فاریاب ادامه دارد.
- و مرحلهٔ سوم نیز به توزیع زمین‌های کشاورزی تخصیص می‌یابد.

براساس آمارهای حوزهٔ دریایی شمال، در حال حاضر ۵٫۱ میلیارد متر مکعب آب دریای آمو به ازبکستان، ۴۹٫۶ میلیارد متر مکعب آن به تاجیکستان و ۱٫۵ میلیارد متر مکعب آن به ترکمنستان می‌ریزد.
به گفتهٔ مسئولان ادارهٔ انکشاف ملی افغانسان، قرار است مرحلهٔ اول این پروژه با بودجهٔ ۸٫۲ میلیارد افغانی این فاز را انجام دهند. گزارش شده حفاری ۱۰۰ کیلومتر اول کانال حدود ۹۱ میلیون دلار هزینه داشته است.

### اظهارات مسئولان حکومتی درباره اهداف
ملا برادر، معاون نخست‌وزیر طالبان، ۱۰ فروردین سال ۱۴۰۱ طی مراسمی کانال قوش‌تپه را با حضور مقامات ارشد این گروه در استان بلخ افتتاح کرد. وی افتتاح این طرح ملی را از مهم‌ترین پروژه‌های دولت برای نجات مردم افغانستان دانست و گفت: تکمیل این کانال وضعیت اقتصادی افغانستان را بهبود بخشیده و این کشور را به خودکفایی نزدیک می‌کند. ملا برادر در اهمیت این طرح تصریح کرد: «برای شروع پروژهٔ کانال آب قوش‌تپه چنان جدی شدم که همهٔ کارهایم را کنار گذاشتم». در مراسم افتتاح این طرح ملی برخی وزرا و مقامات بلندپایهٔ دولت موقت طالبان از جمله، وزیر زراعت، سخنگوی دولت و وزیر اقتصاد این گروه نیز حضور داشتند. در این نشست نورالله نوری؛ سرپرست وزارت مرزها و قبایل گفت: «شاهد روزی خواهیم بود که دیگران برای کار و سرمایه‌گذاری به افغانستان بیایند.» ملا نوری افزود: اطمینان می‌دهم با اجرای طرح‌های اقتصادی، افغانستان در آینده رقیب کشورهای خارجی می‌شود.
نورالدین عزیزی سرپرست وزارت صنعت و تجارت نیز در این مراسم تأکید کرد: مسؤولان امارت اسلامی افغانستان شب و روز تلاش می‌کنند تا برای شهروندان کشور خدمات مؤثر و به موقع ارائه کنند. با افتتاح این کانال آبیاری زمینهٔ کار برای ۲۵۰ هزار نفر فراهم خواهد شد. لازم به یادآوری است برای افتتاح این طرح در کنار ملا برادر، عبدالرحمن راشد؛ سرپرست وزارت کشاورزی، آبیاری و دامداری، نورالدین عزیزی؛ وزیر تجارت و صنعت، هدایت‌الله بدری؛ سرپرست وزارت دارایی، نورالله نوری؛ وزیر مرزها، اقوام و قبایل، خیرالله خیرخواه؛ وزیر اطلاعات و فرهنگ، ذبیح‌الله مجاهد؛ معاون فرهنگی وزارت اطلاعات و فرهنگ، ملا عبدالحق معاون؛ مبارزه با مواد مخدر وزارت کشور، معاون اقتصادی ریاست‌الوزرا، مولوی قدرت‌الله ابوحمزه؛ استاندار بلخ، مولوی گل محمد سلیم؛ معاون استاندار جوزجان و برخی از مسؤولان محلی استان‌های شمال حضور داشتند.

## تاثیرات احداث کانال قوش تپه
با توجه به محدود بودن حجم آب آمودریا، کانال قوش تپه موجب اثرات مثبت اقتصادی در افغانستان و ضربه شدید به اقتصاد و صنایع ایجاد شده مبتنی بر مصرف بالای آب در کشور ازبکستان و ترکمنستان خواهد شد. همچنین کشور قزاقستان به واسطه قطعی شدن خشکی آموردیا ضرر بزرگی خواهد دید. جمهوری‌های آسیای مرکزی هیچ توافقنامه‌ای در مورد اشتراک آب با افغانستان ندارند.

### اثرات اقتصادی در افغانستان
با ساخت کانال قوش‌تپه و زیر کشت رفتن ۵۵۰ هزار هکتار از زمین‌های منطقه، رونق اقتصادی در این منطقه اتفاق خواهد افتاد. این حوزه با داشتن زمین‌های مرغوب و حاصلخیز و شرایط جغرافیایی و آب و هوایی مناسبش می‌تواند تأمین‌کنندهٔ بسیاری از اقلام کشاورزی برای افغانستان و حتی برای صادرات به منطقه باشد. به گفتهٔ برخی کارشناسان با بهره‌برداری از این کانال، افغانستان می‌تواند گندم خود را تأمین کرده و حتی صادرات هم انجام دهد. کیفیت مناسب خاک منطقه احداث کانال قوش تپه تردید جدی وجود دارد و امکان شور بودن و بازده پایین کشاورزی در منطقه بیابانی ساخت کانال وجود دارد.

### تاثیرات کانال قوش تپه برایران
درتابستان ۱۴۰۲ آلودگی هوای ناشی از خیزش گرد و غبار در شهر مشهد، هوای این شهر را در محدوده بسیار خطرناک قرار داده و شاخص کیفیت هوا به عدد ۳۶۸ رسید. شرایط هوای مشهد فاصله دید را به ۸۰۰ متر رساند و علاوه بر تعطیلی ادارات شهر، پروازها را نیز دچار مشکل کرد. منشأ این گرد و غبار از استان‌های غربی ایران نبود و ربطی به عراق و سوریه نداشت، بلکه از "قره‌قوم ترکمنستان" و آسیای میانه نشأت گرفته بود.
به گفته کارشناسان زیست محیطی در صورت راه اندازی کانال "قوش‌تپه" شرایط بسیار بدی برای کشاورزی آسیای میانه و ترکمنستان ایجاد شده و خشک شدن اراضی در ترکمنستان و آسیای میانه باعث خیزش هرچه بیشتر گرد و غبار و تشکیل کانون گرد و غبار در همسایگی ایران می‌شود. شرایط ترکمنستان در آینده بدتر خواهد شد و به تبع آن، استان‌های شمال شرق ایران نیز با مشکلات زیادی روبه‌رو خواهند شد. درست است که آمودریا در ایران جاری نیست اما کم شدن ورودی آن تهدید بالقوه‌ای برای ایران در پی خواهد داشت
اخراج گسترده مهاجران افغان از پاکستان، انتقال مهاجرین طرد شده از ایران و انتقال آنها به مناطق شمالی افغانستان نظیر اطراف کانال قوش تپه و واگذاری زمین‌های مسکونی و کشاورزی به آنان و تغییر بافت جمعیتی مناطق شمالی افغانستان که غالباً در اختیار اقوام مختلف است، تبعات خوبی را برای ایران به دنبال خواهد داشت. این تغییر بافت ضمن تضعیف جایگاه اقوام  در افغانستان و به تبع آن کاهش اثرگذاری ایران در این کشور، می‌تواند آغاز مجدد ، گسترش تجارت شود  و ایجاد موج های مهاجرت گسترده اتباع افغانستان به ایران جلوگیری کند 

### تاثیرات کانال قوش تپهدرازبکستان
انحراف آب از آمودریا به‌طور جدی ثبات ازبکستان را تهدید می‌کند. کاهش چشمگیر آمودریا بعد از ساخت کانال قوش تپه، ضربه بزرگی به مزارع پنبه که مصرف آب زیادی دارند خواهد بود و به صنعت فرآوری پنبه و نساجی این کشور نیز آسیب جدی می‌بیند. آب مصرفی ازبکستان در حدود ۳۳ میلیارد متر مکعب در سال است. ازبکستان برای تأمین نیازهای آبی خود حدود ۷۷ درصد به حوضه‌های فرامرزی نظیر آمودریا وابسته است. ارزیابی‌های مختلف نشان می‌دهند که طی ۵ تا ۶ سال از زمان تکمیل و بهره‌برداری این کانال، ترکمنستان و ازبکستان با کاهش قابل توجه ظرفیت آبگیری متوسط خود در میانه و پایین دست رودخانه فرامرزی «آمو دریا» مواجه می‌شوند

### اثرات اقتصادی درترکمنستان
ترکمنستان کشوری است که اکثریت قریب به اتفاق منابع آبی خود را از آمودریا می‌گیرد. گزارش‌های منتشر شده از سوی دولت در سال جاری نشان می‌دهد که کانال قره‌قوم، منبع اصلی آب ترکمنستان، با کمبود زیاد آب مواجه است؛ بنابراین، برای ترکمنستان، تهدید بالقوه ناشی از کانال قوش‌تپه مشکل نیست، بلکه یک فاجعه است.
کارشناسان هشدار داده‌اند که با بهره‌برداری از این کانال، میزان ورودی آب به ترکمنستان تا ۸۰ درصد کاهش یابد. این امر می‌تواند به کاهش تولید محصولات کشاورزی، بیکاری، افزایش فقر و حتی تنش‌های مرزی یا مهاجرت منجر شود

### تأثیرات کانال قوش تپه برقزاقستان
عظمت‌خان امیرتایف، دبیر حزب بایتاک قزاقستان در همایش امنیت آب و استفاده از آب‌های فرامرزی که در می ۲۰۲۵ در آستانه برگزار شد بیان می‌کند که کانال قوش تپه ظرفیت  انحراف ۳۰-۲۵ درصد از آب آمودریا را دارد که به معنای آن است که بعد از احداث آن آب کمتری به ازبکستان و ترکمنستان می‌رسد.اگرچه قزاقستان و قرقیزستان به‌طور مستقیم از آمودریا بهره نمی‌برند، اما ممکن است تحت تأثیر پیامدهای غیرمستقیم آن قرار گیرند. آزاماتخان امیرتایف، رهبر حزب بای‌تاق در قزاقستان هشدار داده که ازبکستان ممکن است برای جبران این موضوع، برداشت خود از رود سیردریا را افزایش دهد و این موضوع می‌تواند تا ۴۰ درصد منابع آبی قزاقستان را کاهش دهد. وی برای مقابله با این نگرانی دعوت به همکرای منطقه‌ای و رساندن اطلاعات دقیق علمی به سیاست‌گذاران برای جبران کاهش آب می‌شود.

## پیامدها و نگرانی‌های کشورهای آسیای مرکزی در مورد کانال قوش‌تپه
با توجه به هدف کانال برای ایجاد صدها هزار هکتار زمین کشاورزی در شمال افغانستان، نگرانی‌هایی در مورد تغییر جمعیت و کوچ‌های گسترده اقوام غیربومی به شمال افغانستان ایجاد شده است. در این مورد کشورهای آسیای مرکزی از نگرانی خود از انتقال و حضور هزاران نفر از اعضای تحریک طالبان پاکستان (TTP) در ولایت بلخ و شمال افغانستان و تقویت گستردهٔ گروه‌های تروریستی از جمله جنبش اسلامی ازبکستان، جنبش اسلامی ترکستان شرقی و جماعت انصارالله تاجیکستان را ابراز کرده‌اند.
کارشناسان بیم آن دارند که با بهره‌برداری از کانال قوش‌تپه، وضعیت حوضهٔ آبریز آمودریا شدیداً آسیب ببیند. این در حالی است که در سالیان اخیر همهٔ جمهوری‌های آسیای مرکزی به‌طور فزاینده‌ای کمبود آب را احساس می‌کنند. پایین‌دست این حوضه یعنی ازبکستان و ترکمنستان ممکن است بیشترین آسیب را ببینند. علاوه بر کانال قوش تپه، دولت افغانستان در این حوضهٔ آبریز قصد ساخت یک سد بر روی رود پنج را دارد.
اجرای این دو پروژه نه تنها ممکن است مشکلات اقتصادی و اجتماعی در ازبکستان و ترکمنستان را در پی داشته باشد، بلکه ممکن است یک فاجعهٔ محیط زیستی در سراسر آسیای مرکزی و حوضه آبریز دریاچه آرال در پی داشته باشد. آمودریا نه تنها سرچشمهٔ اصلی دریاچهٔ خشک‌شدهٔ آرال بوده، بلکه برای دیگر مخازن و رودها نیز هست. این خطر وجود دارد که رودخانه اصلاً به دهانهٔ آن و بقایای آرال نرسد.